# ناحیه فیرهاون، میشیگان
ناحیه فیرهاون (به انگلیسی: Fairhaven Township) یک منطقهٔ مسکونی در ایالات متحده آمریکا است که در شهرستان هورون، میشیگان واقع شده‌است.
 ناحیه فیرهاون ۱۵۰٫۳ کیلومتر مربع مساحت و ۱٬۲۵۹ نفر جمعیت دارد و ۱۷۷ متر بالاتر از سطح دریا واقع شده‌است.